# Алваро Начиновић
Алваро Начиновић (Ријека, 22. март 1966) бивши је југословенски и хрватски рукометаш, наступао је за две репрезентације, Југославију и Хрватску.

## Спортска биографија
Каријеру је започео у екипи Замета из Ријеке. Дебитовао је за први тим са 17 година, а 1987. године ушли су у Прву лигу Југославије. Начиновић је био стандардни играч Загреба и један од бољих када је клуб 1992. године постао првак Европе. Након тога је играо за словеначки клуб Пивоварна Лашко Цеље, са којим је освајао трофеје у домаћим такмичењима. Наступао је још за рукометни клуб Цриквеница, где је 2006. године завршио играчку каријеру.
Играо је за омладинску репрезентацију Југославије. Године 1987. године на Светском јуниорском првенству у Југославији, чија је завршница играна у његовој родној Ријеци, био је члан тима који је постао светски првак. Као А репрезентативац Југославије освојио је бронзану медаљу на Олимпијским играма 1988. године у Сеулу. После распада СФРЈ, наступао је за репрезентацију Хрватске. На првенству Европе у Португалу 1994. године освојио је бронзу, а на Светском првенству 1995. године на Исланду осваја сребрну медаљу. Највећи успех остварио је освајањем златне медаље на Летњим олимпијским играма 1996. године у Атланти. Има злато и са Медитеранских игара 1993. године у француском Лангдок-Русијону.
Након завршетка играчке каријере, вратио се у рукометни клуб Замет, где је најпре обављао дужност директора, а потом и спортског директора клуба.